# 前稜蜥亞目
前稜蜥亞目（Procolophonia）是一群已滅絕植食性爬行動物，生存於二疊紀中期到三疊紀末期。牠們原本被分類在杯龍目（最近被重命名為大鼻龍目）裡的一個亞目，但現在被認為是副爬行動物裡的一個演化支。牠們與其他二疊紀的類似蜥蜴的爬行動物有親密的關連，例如：米勒古蜥科、波羅蜥科、蘭炭鱷科（Lanthanosuchidae）、夜守龍科，牠們全被分類在無孔亞綱或副爬行動物（相對於真爬行動物）。

## 次分類
前稜蜥亞目主要分兩群，小型、類似蜥蜴的稱為前稜蜥超科，還有鋸齒龍超科，包括大型、有厚甲的鋸齒龍科。
- †前棱蜥亚目 Procolophonia
  - †夜守龙科 Nycteroleteridae
  - †鋸齒龍型類  Pareiasauromorpha
    - †大暮蜥属 Macroleter
    - †锯齿龙超科 Pareiasauroidea
      - †锯齿龙科 Pareiasauridae

    - †前棱蜥超科 Procolophonoidea
      - †欧文蜥科 Owenettidae
      - †前棱蜥科 Procolophonidae

## 與烏龜的關係
根據傳統的分類法，前稜蜥亞目被認為是烏龜的祖先，儘管專家們爭論者烏龜的祖先到底是在鋸齒龍科裡，還是只是前稜蜥亞目祖先的一屬。Lauri和Reisz、Laurin和Gauthier先後提出親緣分支分類法研究，將前稜蜥亞目的範圍定義為：鋸齒龍類、前稜蜥類、龜鱉目、以及牠們的最近共同祖先、以及其最近共同祖先的所有後代，並列出一系列獨有衍徵（Autapomorphy）。但是，Rieppel和deBraga先後提出宣稱烏龜是演化自鰭龍超目，這意味者副爬行動物與前稜蜥形目組成一個完全滅絕的演化支，並與現存爬行動物的關係疏遠。

## 外部連結
- Hallucicrania （页面存档备份，存于） - Mikko's Phylogeny Archive
- Basal Anapsids - Palaeos